# St. Johann (Prad)

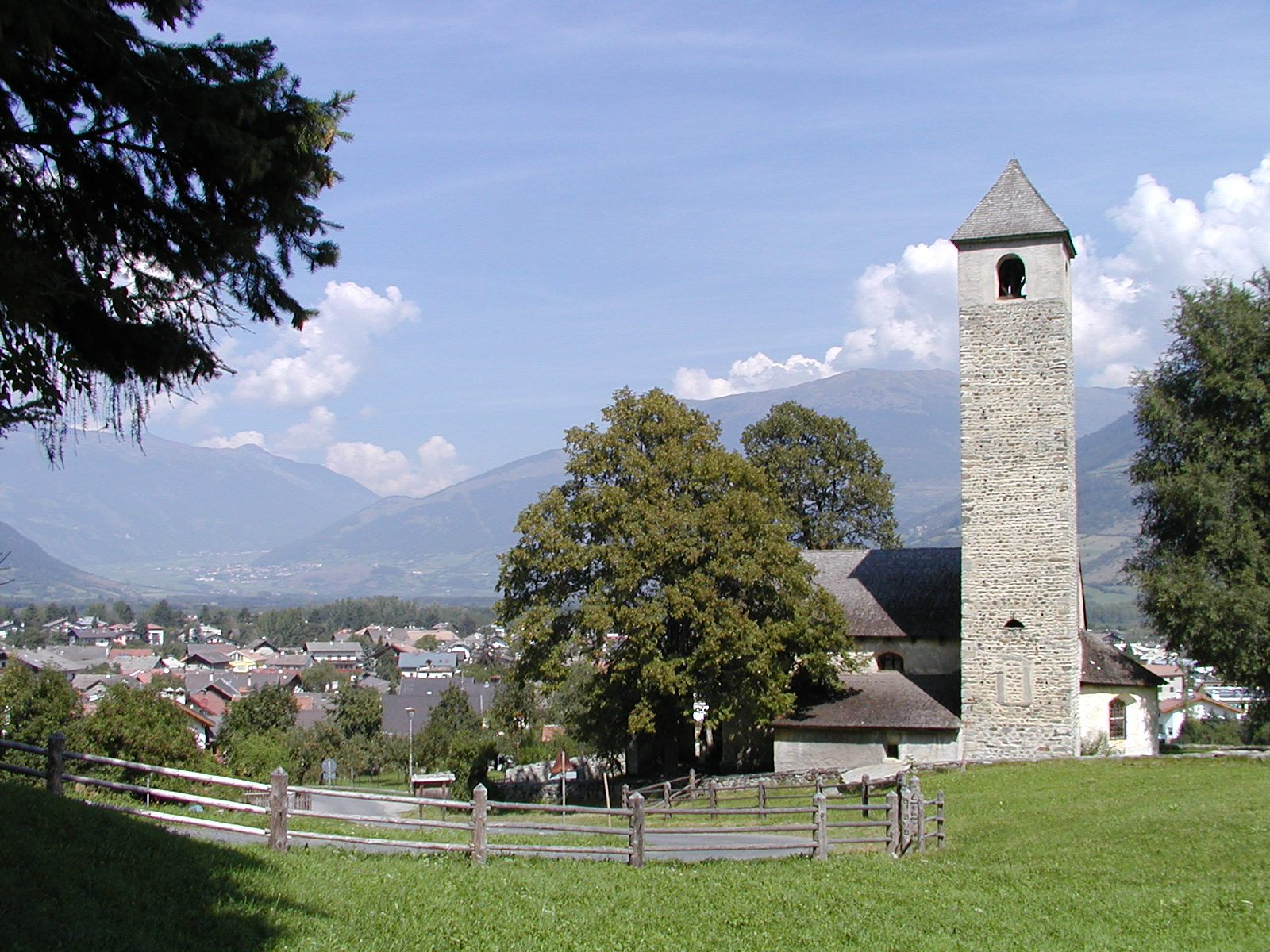
Kirche St. Johann, Blick von Süden

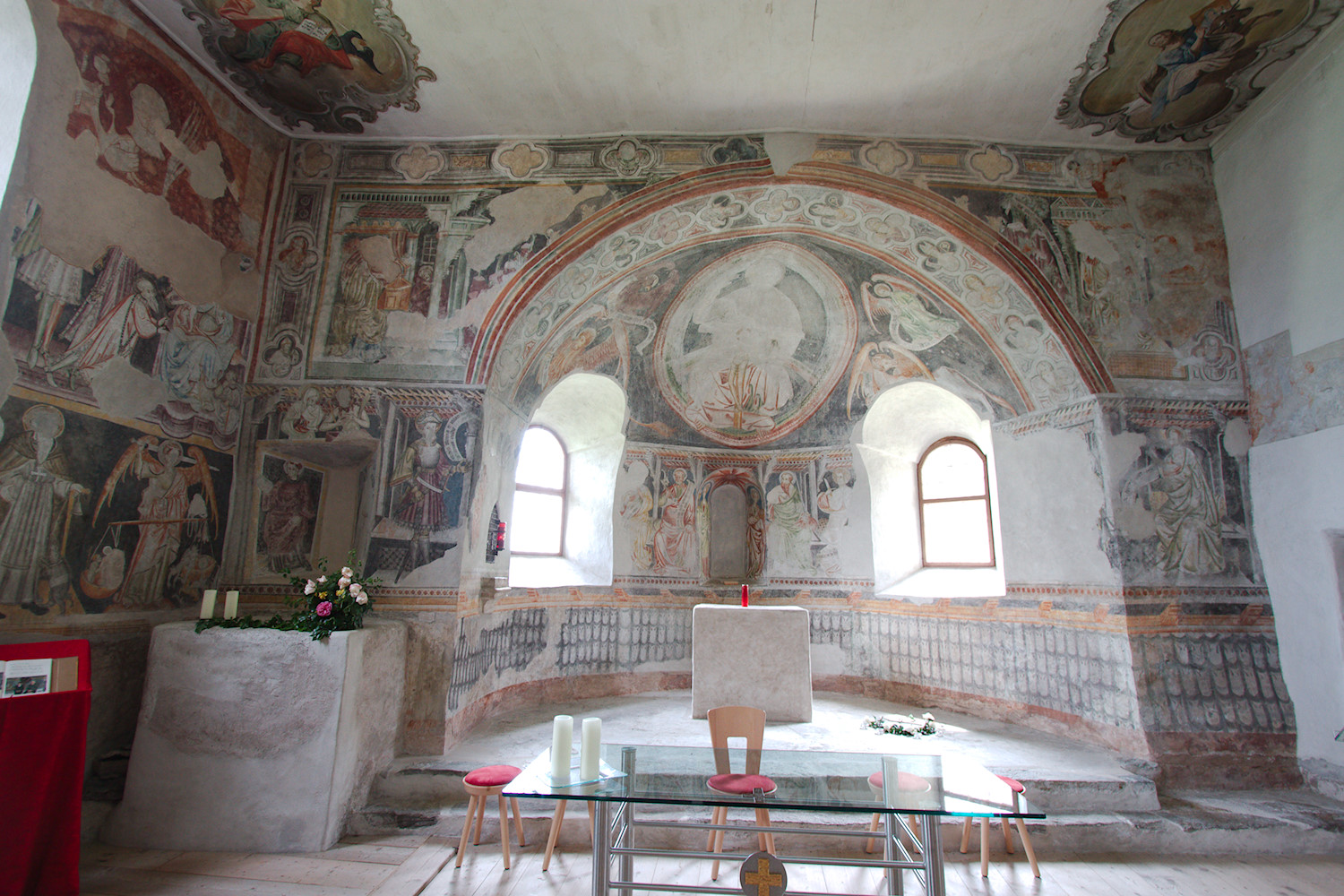
Altarraum und Apsis

St. Johann ist eine Kirche am Rand von Prad am Stilfserjoch. Sie wurde von den Grafen von Tschengelsberg Ende des 13. Jh. im romanischen Stil mit abgesetzter Rundapsis und flacher Decke im Langhaus erbaut und steht unter dem Patrozinium des Evangelisten Johannes und Johannes des Täufers. 
An der nördlichen Langhauswand sind Reste von romanischen Fresken und in der Apsis Malereien aus der Vinschgauer Malschule um 1420 zu sehen.
Besondere Sehenswürdigkeiten sind:
- romanische und gotische Fresken
- die Empore von etwa 1600
- die barocke Holzdecke

## Friedhof
Der Friedhof ist bis auf ein letztes Grab aufgegeben. In diesem Grab ruhen die Gebeine von Hermann Müller, der auf einer Forschungsreise in Prad verstarb und hier als evangelischer Christ begraben wurde.